# 惠阿
惠阿，是西班牙加泰罗尼亚赫罗纳省的一个市镇。总面积8平方公里，总人口267人（2001年），人口密度33人/平方公里。